# Charter Oak (Kalifornien)
Charter Oak ist ein census-designated place (CDP) im Los Angeles County im US-Bundesstaat Kalifornien mit 9.739 Einwohnern (Stand: 2020). Das Siedlungsgebiet hat eine Größe von 2,4 km².

## Demografische Daten
Die Altersstruktur von Charter Oak verteilt sich wie folgt (Stand 2020):
| Bevölkerung | Jahre   | Anteil |
| ----------- | ------- | ------ |
| unter       | 18      | 20,8 % |
| von         | 18 – 24 | 9,3 %  |
| von         | 25 – 44 | 30,3 % |
| von         | 45 – 64 | 27,1 % |
| über        | 65      | 12,3 % |